# Xijiang
Xijiang sau Sițzean este un fluviu în sud-estul Chinei cu o lungime de 2129 km. Izvorăște din estul Podișului Iunnan și se varsă printr-o deltă în Marea Chinei de Sud. Navigabil în aval de Nanning, iar pentru navele oceanice, de la Guanciou. 